# Кекава (река)
Ке́кава (латыш. Ķekava; в верхнем течении — Ке́кавиня, латыш. Ķekaviņa) — река в Латвии. Течёт по территории Кекавского и Балдонского краёв. Левый приток нижнего течения Даугавы.
Длина реки составляет 29 км (по другим данным — 31 км). Площадь водосборного бассейна равняется 186 км² (по другим данным — 193 км²). Уклон — 1 м/км, падение — 30,5 м.
Начинается в болотистой лесной местности восточнее города Балдоне. Течёт по Среднелатвийской низменности, достигая возле устья Приморской низменности. Впадает в рукав Сауса-Даугава немного ниже Рижского водохранилища. В бассейне реки есть два озера, общей площадью 7 га.